# (1745) Ferguson
(1745) Ferguson – planetoida z pasa głównego planetoid okrążająca Słońce w ciągu 4 lat i 295 dni w średniej odległości 2,85 au. Została odkryta 17 września 1941 roku w obserwatorium w Waszyngtonie przez Johna Willisa. Nazwa planetoidy pochodzi od Jamesa Fergusona (1797-1867), amerykańskiego astronoma. Przed nadaniem nazwy planetoida nosiła oznaczenie tymczasowe (1745) 1941 SY1.